# 沃尼济
沃尼济（法語：Venizy，法語發音：[vənizi]）是法国勃艮第-弗朗什-孔泰大区约讷省的一个市镇，属于欧塞尔区。

## 地理
沃尼济（48°2'8"N, 3°42'32"E）面积43.68 平方千米，位于法国勃艮第-弗朗什-孔泰大區约讷省，该省份为法国中北部内陆省份，西接卢瓦雷省，西北接塞纳-马恩省，南至涅夫勒省，东临科多尔省，东北与奥布省接壤。
与沃尼济接壤的市镇（或旧市镇、城区）包括：富尔诺丹、阿尔斯-迪洛、奥特地区伯尔、沙耶、尚普洛、圣弗洛朗坦、蒂尔尼。

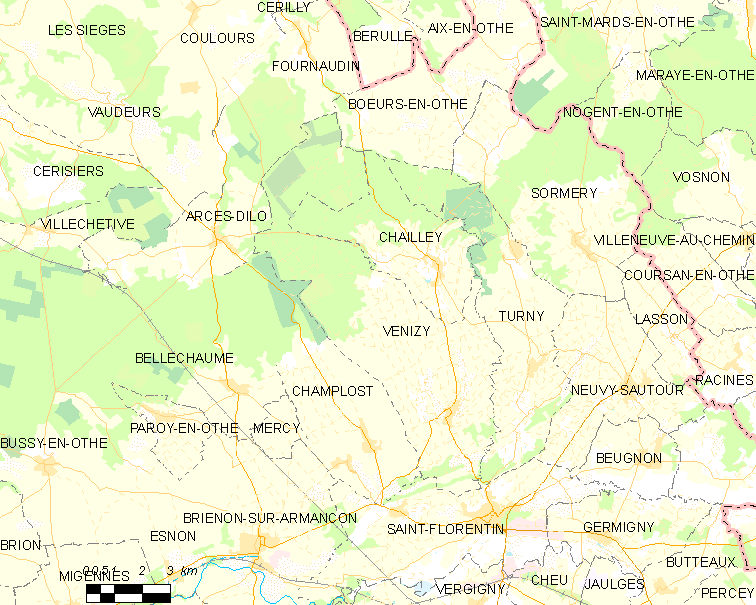
沃尼济的OSM定位图

沃尼济的时区为UTC+01:00、UTC+02:00（夏令时）。

## 行政
沃尼济的邮政编码为89210，INSEE市镇编码为89436。

## 政治
沃尼济所属的省级选区为阿尔芒松河畔布列农县。

## 人口

1962-2008年间沃尼济人口变化图示

沃尼济于2022年1月1日时的人口数量为846人。